# Théodule Ribot
Théodule Ribot (Guingamp, 1839. december 18. – Párizs, 1916. december 9.) francia filozófus és pszichológus.

## Életpályája
Az École normale supérieure-ön tanult. 1885-ben a Sorbonne rendkívüli tanárává nevezték. 1888-tól a Collège de France-on az összehasonlító és kísérleti lélektan tanára volt. 1876-ban megalapította a hires Revue philosophique című folyóiratot, amelyet szerkesztett is. 1884-ben pedig létrehozta a filozófiai lélektani társaságot. Tudományos működése majdnem egészen a lélektannal foglalkozik, ezen kívül, egy esszét írt Schopenhauerről (La philosophie de Schopenhauer, 1874). 
Lélektani műveiben tárgyalta az angol jelenkori lélektant (1870) és a németet (1879); első alapvető önálló műve az átöröklésről szól, melyet Holló István fordításában a Magyar Tudományos Akadémia könyvkiadó vállalatában adott ki (1896). Azonkívül külön művekben tárgyalta az emlékezetnek (1881), az akaratnak (1882) és a személyiségnek (1885) betegségeit. Külön műben tárgyalja a figyelem lélektanát. Lefordította Espinassal együtt Herbert Spencer nagy lélektani művét 2 kötetben (1874-75).

## Művei
- La Psychologie anglaise contemporaine: l'école expérimentale (1870)
- Psychologie de l'attention (1889)
- La Psychologie des sentiments (1896)
- L'Évolution des idées générales (1897)
- Essai sur l'imagination créatrice (1900)
- La Logique des sentiments (1904)
- Essai sur les passions (1906)

## Magyarul
- A lelki átöröklés; ford. Holló István; Akadémia, Bp., 1896 (A Magyar Tudományos Akadémia Könyvkiadó Vállalata U. F.)
- Az emlékezet betegségei; 12. kiadás után ford. Dáni Ede; Lampel, Bp., 1901 (Népnevelők Könyvtára)